# Sherry Fletcher
Sherry Ingrid Veronica Fletcher (ur. 17 stycznia 1986) – grenadyjska lekkoatletka specjalizująca się w biegach na 100 metrów, 200 metrów i sztafetach. Reprezentowała Grenadę na igrzyskach olimpijskich w 2008 w biegu na 100 m.
W 2007 zdobyła indywidualnie brązowy medal igrzysk panamerykańskich w konkurencji biegu na 200 m.